# Augusztus 26.
Augusztus 26. az év 238. (szökőévben 239.) napja a Gergely-naptár szerint. Az évből még 127 nap van hátra.
Névnapok: Izsó,  Natália + Cseke, Csekő, Margit, Natali, Natasa, Noella, Rita, Ritta, Szellő, Szellőke, Tália, Zamfira

## Események
- 1071 – A Bizánci Birodalom veresége a manzikerti (malazgirti) csatában, ami Anatólia elvesztésének nyitányát jelenti.
- 1204 – III. Lászlót magyar királlyá koronázzák.
- 1278 – A dürnkruti csata. I. Rudolf német király és IV. (Kun) László magyar király seregei legyőzik II. Ottokár cseh király és osztrák herceg seregét. A csatában maga Ottokár is elesik, ezzel a Habsburgok végleg megszerzik az Osztrák Hercegséget.
- 1310 – II. Eduárd angol király parancsa szerint az 1308-ban letartóztatott, és Lincolnban őrzött templomosokat Londonba szállítják, hogy az inkvizíció kihallgathassa őket. (A király a kínvallatást is engedélyezi.)[1]
- 1542 – Francisco de Orellana spanyol kalandor eléri az Amazonas torkolatát.[2]
- 1652 - (Nagy)Vezekényi csata.
- 1789 – Az emberi és polgári jogok nyilatkozatának megjelenése.[3]
- 1883 – A Krakatau kitörésének „pliniusi” fázisba lépése.
- 1939 – Dragiša Cvetković jugoszláv kormányfő és Vladko Maček HSS-elnök megállapodása a szerb–horvát kiegyezésről. (Horvátország autonóm bánsággá alakul!)
- 1943 – Apor Vilmos védnöksége alatt, a győri püspöki palotában megalakul a Katolikus Szociális Népmozgalom (KSzN), a KDNP elődszervezete.
- 1944 – Charles de Gaulle tábornok bevonul a felszabadított Párizsba.
- 1944 – A Kárpátokban a Székelyföld felé nyomuló szovjet hadsereg az Úz völgyében eléri és átlépi Magyarország 1941-es határát.
- 1957 – A Szovjetunió képessé válik interkontinentális ballisztikus rakéta indítására.

## Sportesemények
Olimpiai játékok
- 1972 –  megkezdődnek a XX. nyári olimpiai játékok eseményei Münchenben.

Formula–1
- 1979 –  holland nagydíj, Zandvoort - Győztes: Alan Jones  (Williams Ford)
- 1984 –  holland nagydíj, Zandvoort - Győztes: Alain Prost  (McLaren TAG Porsche Turbo)
- 1990 –  belga nagydíj, Spa Francorhamps - Győztes: Ayrton Senna  (McLaren Honda)
- 2007 –  török nagydíj, Istanbul - Győztes: Felipe Massa  (Ferrari)
- 2018 –  belga nagydíj, Spa Francorhamps - Győztes: Sebastian Vettel  (Ferrari)

## Születések
- 1596 – V. Frigyes pfalzi választófejedelem, a Téli Király († 1632)
- 1728 – Johann Heinrich Lambert svájci matematikus, filozófus, bölcsészeti és matematikai író  († 1777)
- 1743 – Antoine Laurent de Lavoisier francia kémikus († 1794)
- 1819 – Albert szász–coburg–gothai herceg († 1861)
- 1880 – Guillaume Apollinaire (er. Wilhelm Albert Vladimir Apollinaris de Wąż-Kostrowitzki), francia költő, író, műkritikus († 1918)
- 1882 – James Franck német származású Nobel-díjas amerikai fizikus († 1964)
- 1885 – Jules Romains (er. Louis Henri Jean Farigoule) francia költő, író († 1972)
- 1897 – Jun Boszon dél-koreai politikus, 1960 – 1962 között hazája államfője († 1990)
- 1898 – Peggy Guggenheim amerikai műgyűjtő, a róla elnevezett múzeum alapítója († 1979)
- 1904 – Christopher Isherwood (Christopher William Bradshaw-Isherwood) angol–amerikai író, drámaíró, Don Bachardy élettársa († 1986)
- 1910 – Bihari Zoltán magyar színész  († 1985)
- 1910 – Kalkuttai Szent Teréz (Teréz anya) albán származású Nobel-békedíjas apáca († 1997)
- 1913 – Bulla Elma Kossuth-díjas színésznő, érdemes és kiváló művész († 1980)
- 1923 – Wolfgang Sawallisch német zongoraművész, karmester († 2013)
- 1925 – Bobby Ball (Robert Ball) amerikai autóversenyző († 1954)
- 1929 – Sz. Jónás Ilona, magyar történész, középkor-kutató († 2017)
- 1931 – Markovits Kálmán kétszeres olimpiai bajnok, háromszoros Európa-bajnok vízilabdázó († 2009)
- 1938 – Cseh Viktória magyar színésznő († 1995)
- 1943 – Németh Lajos magyar színész, bábművész († 2016)
- 1946 – Swede Savage (David Earl Savage, Jr.) amerikai autóversenyző († 1973)
- 1947 – Nicolae Dobrin román labdarúgó († 2007)
- 1947 – Vajda József Liszt Ferenc-díjas fagottművész († 2016)
- 1949 – Tóth György Tibor magyar manöken, férfimodell († 2024)
- 1951 – Edward Witten amerikai fizikus, matematikus
- 1957 – Szentandrássy István Kossuth-díjas magyar festőművész († 2020)
- 1957 – Dr. Alban nigériai születésű svéd énekes, zeneproducer
- 1958 – Rácz Géza magyar színész († 2016)
- 1964 – Lux Ádám Jászai Mari-díjas magyar színész, érdemes művész
- 1971 – Thalía (er. Thalía Sodi) mexikói énekesnő, színésznő
- 1971 – Carlos Pérez, kubai-magyar kettős állampolgárságú kézilabdázó
- 1977 – Therese Alshammar svéd úszónő
- 1977 – Vereckei Ákos kétszeres olimpiai és hatszoros világbajnok magyar kajakozó
- 1978 – Kleinheincz Csilla magyar fantasy- és sci-fi-író
- 1979 – Weligton brazil labdarúgó
- 1980 – Macaulay Culkin amerikai színész
- 1980 – Chris Pine amerikai színész
- 1984 – Kékesi Gábor magyar színész
- 1987 – Flavius Koczi román tornász
- 1991 – Dylan O’Brien amerikai színész
- 1992 – Joeline Möbius német tornász
- 1999 – Patai Anna magyar színésznő, énekesnő
- 1999 – Naz Reid amerikai kosárlabdázó

## Halálozások
- 1278 – II. Ottokár cseh király (* 1232)
- 1346 – János cseh király (* 1296)
- 1595 – I. Antal portugál király (* 1531)
- 1723 – Antonie van Leeuwenhoek holland természettudós (* 1632)
- 1762 – Tomka Szászky János magyar evangélikus lelkész, történész, földrajztudós, az első magyar történelmi atlasz szerkesztője (* 1692)
- 1831 – Tittel Pál csillagász, az MTA tagja (* 1784)
- 1860 – Dancsecs József író, Sárvár esperese (* 1789)
- 1910 – Stark Adolf kereskedő, szőlész-borász (* 1834)
- 1910 – William James amerikai pszichológus, filozófus, az amerikai funkcionalista pszichológia alapító atyja (* 1842)
- 1921 – Wekerle Sándor politikus, magyar miniszterelnök (* 1848)
- 1974 – Charles Lindbergh amerikai pilóta, óceánrepülő (* 1902)
- 1975 – Lázár Tihamér magyar színész (* 1903)
- 1978 – Charles Boyer francia színész (* 1899)
- 1979 – Mika Waltari finn író (* 1908)
- 1987 – Georg Wittig Nobel-díjas német vegyész (* 1897)
- 1989 – Irving Stone amerikai író (* 1903)
- 1998 – Frederick Reines, Nobel-díjas amerikai fizikus (* 1918)
- 2006 – Rainer Barzel német kereszténydemokrata politikus, miniszter (* 1924)
- 2008 – Váczy Jépont Tamás magyar grafikusművész, író (* 1948)
- 2009 – Nagy Ferenc magyar fizikai kémikus, egyetemi tanár, a Magyar Tudományos Akadémia tagja (* 1927)
- 2018 – Neil Simon amerikai drámaíró, forgatókönyvíró (* 1927)
- 2021 – Csíkszentmihályi Róbert Kossuth-díjas magyar érem- és szobrászművész, a nemzet művésze (* 1940)
- 2024 – Mihályi Győző Jászai Mari-díjas magyar színész, érdemes művész (* 1954)

## Nemzeti ünnepek, évfordulók, események
- Namíbia: a hősök napja